# Conselho de Defesa do Patrimônio Histórico
Le Conselho de Defesa do Patrimônio Histórico, Arqueológico, Artístico e Turístico, ou CONDEPHAAT, que l'on pourrait traduire par « Conseil de protection du patrimoine historique, archéologique, artistique et touristique », est un organisme municipal brésilien dépendant du ministère de la culture de l'État de São Paulo créé 22 octobre 1968. Il est chargé de la classification, de la protection et de la préservation du patrimoine historique de l'État de São Paulo.
Plus de 300 monuments et sites sont classés par le CONDEPHAAT.